# ظل الحرب (فلم)
 ظل الحرب (بالويلزية: Cysgod Rhyfel) فيلم وثائقي صدر عام 2014 يسلط الضوء على الآثار النفسية العميقة التي تتركها الحروب على الجنود بعد عودتهم إلى حياتهم المدنية، وكذلك تأثيرها على عائلاتهم. تم إنتاج الفيلم بشكل رئيسي باللغة الويلزية، وعُرض لأول مرة على قناة S4C في 18 مايو 2014. أخرجه وأنتجه جون إيفانز.
وفي تعليق خلال مقابلة حول الفيلم، أوضح جون إيفانز دوافعه لإنتاج الفيلم الوثائقي قائلاً: "أشعر بمسؤولية والتزام بإبراز القضايا المتعلقة بتجربة الحرب والمشكلات النفسية التي يواجهها المحاربون القدامى... من الضروري أن تُسمع قصصهم للمساعدة في معالجة القنبلة الموقوتة للرجال والنساء الذين تعرضوا لصدمة بسبب الحرب."
يتناول الفيلم بشكل خاص اضطراب ما بعد الصدمة. وكان إيفور أب جلين هو المنتج التنفيذي للفيلم.

## ملخص الفيلم
بعد خدمتهم العسكرية النشطة في كل من أيرلندا الشمالية، جزر فوكلاند، العراق، وأفغانستان، يناقش أربعة من المحاربين القدامى بشكل علني تجاربهم مع الصراع والتأثيرات النفسية للحرب على حياتهم بعد انتهاء المعارك. ويتناولون كيفية تكيفهم مع الحياة بعد الحروب وكيفية عودتهم إلى الحياة المدنية. يستخدم الفيلم مزيجًا من شهادات المتحدثين، والمواد الأرشيفية، وتسلسلات درامية لعرض تلك التجارب.

### الأشخاص الذين ظهروا في الفيلم

#### تمت مقابلتهم
- مالدوين جونز، جندي سابق في حرس ويلز، خدم في أيرلندا الشمالية وحرب فوكلاند. نجا من الهجوم الجوي على سفينة سير غالاهاد في عام 1982.
- روي ريس، جندي سابق في فيلق النقل الملكي، خدم في أيرلندا الشمالية.
- ريان روبرتس، طبيب سابق في الفيلق الطبي بالجيش الملكي البريطاني، خدم في أفغانستان والعراق.
- ريتشارد جونز، جندي سابق في حرس ويلز، خدم في أفغانستان.
- ويليام واتكينز، معالج نفسي للمحاربين القدامى.
- ليزا روبرتس، زوجة ريان روبرتس.

#### في الصور والفيديوهات المصدرية
يستخدم الفيلم الصور الشخصية للمحاربين القدامى الذين تم مقابلتهم، بالإضافة إلى آخر رسالة فيديو سجلها الرقيب الويلزي دان كولينز. كان كولينز يعاني من اضطراب ما بعد الصدمة بعد خدمته في أفغانستان. وقد أنهى حياته بعد أن ترك رسالة فيديو مؤثرة لوالدته دينا كولينز. يقدم الفيلم هذه العناصر لتسليط الضوء على التأثير العميق والمستمر للحرب على الصحة النفسية للجنود السابقين، وكيف يمكن أن تؤدي هذه المعاناة إلى نتائج مأساوية.

#### ممثلو إعادة تمثيل الأحداث
- ياغو ماجواير
- جاك إيفانز
- يوسف القدور
- سيث وليامز

## وصلات خارجية
- ظل الحرب  في قاعدة بيانات الأفلام على الإنترنت (بالإنجليزية)